# Voces Jóvenes por el Cambio Climático
Young Voices on Climate Change, en español: Voces Jóvenes por el Cambio Climático es una serie de películas creada por la organización sin fines de lucro con sede en EE. UU. del mismo nombre. La serie presenta soluciones identificadas que podrían ayudar a enfrentar la crisis climática.

## Películas
Voces Jóvenes por el Cambio Climático consta de ocho cortometrajes producidos por Lynne Cherry, cada uno de entre 3 y 6 minutos de duración.
Las películas presentan cómo los jóvenes pueden usar la ciencia y los datos para educarse y replicar la información a sus comunidades sobre las formas de reducir la huella de carbono de sus hogares, escuelas y vecindarios.

## Recepción
Kevin Coyle, Vicepresidente de Educación de la Federación Nacional de Vida Silvestre, afirma que las películas "incluyen historias de éxito de una forma que permite a los jóvenes hacerse oír con su propia voz y a través de sus perspectivas especiales" 
La Asociación Norteamericana de Educación Ambiental escribió en su página web: "Los cortometrajes Voces Jóvenes por el Cambio Climático presentan a jóvenes inspiradores de entre 9 y 19 años que actúan y encuentran soluciones a la crisis del calentamiento global reduciendo la huella de carbono de sus hogares, escuelas, comunidades y estados".
Según el coordinador en Colorado del Proyecto Learning Tree, que ofrece formación a profesores sobre cómo impartir educación medioambiental basada en la ciencia "las películas son esperanzadoras y positivas, no asustan a los niños ni los dejan sombríos y pesimistas... dejan a la gente con ideas para hacer un cambio, en lugar de tener miedo y no hacer nada".